# Shinzō Abe
Shinzō Abe (安倍 晋三?, Abe Shinzō; Tokyo, 21 settembre 1954 – Kashihara, 8 luglio 2022) è stato un politico giapponese.
Delfino di Jun'ichirō Koizumi ed esponente nazionalista della corrente più conservatrice del Partito Liberal Democratico, Abe è stato il più giovane Primo ministro del Giappone postbellico e quello rimasto più a lungo in carica: dal 26 settembre 2006 al 26 settembre 2007 e dal 26 dicembre 2012 al 16 settembre 2020.
Fu assassinato a colpi d'arma da fuoco l'8 luglio 2022 mentre stava partecipando ad un comizio elettorale nella città di Nara.

## Biografia

### Formazione

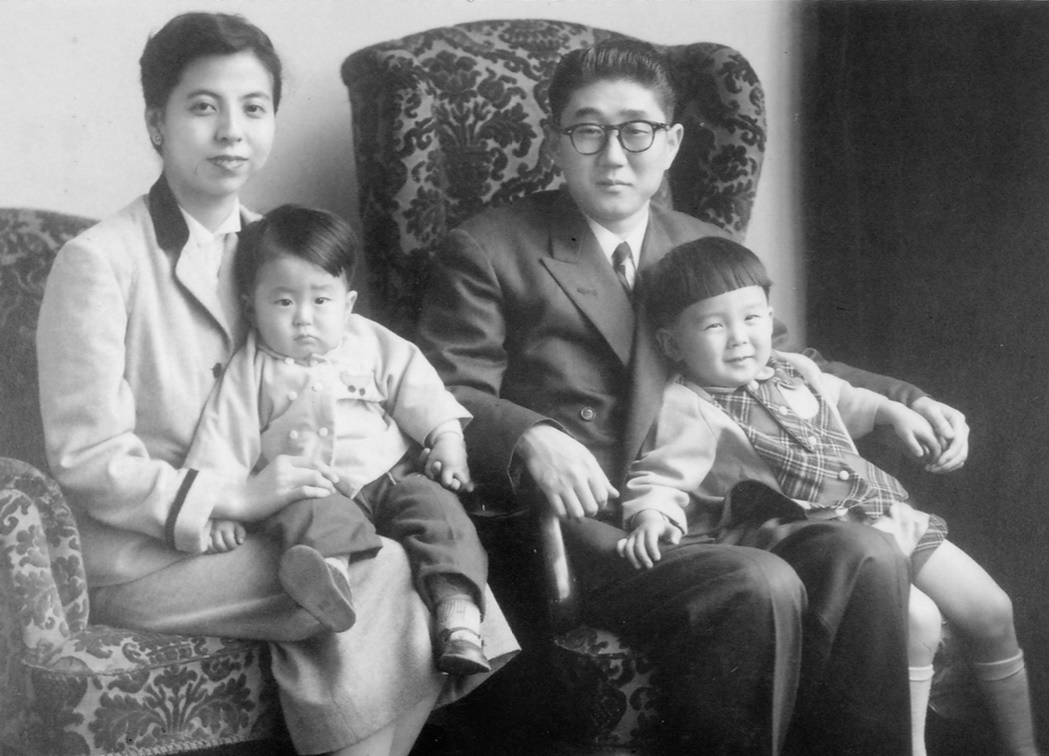
La famiglia Abe nel 1956: la madre Yōko con in grembo Shinzō a due anni e il padre Shintarō con il figlio maggiore Hironobu

Nato nel quartiere di Shinjuku a Tokyo, studiò scienze politiche presso l'Università Seikei, laureandosi nel 1977. Si trasferì in seguito negli Stati Uniti per studiare alla University of Southern California. Nell'aprile 1979 iniziò a lavorare per la Kobe Steel. Lasciò la ditta nel 1982 e intraprese una carriera nelle istituzioni di governo: capo assistente del ministro per gli affari esteri, segretario del presidente del Partito Liberal Democratico e, in seguito, del segretario generale dello stesso partito.

### Eredità familiare
Abe crebbe in una famiglia di tradizione politica: suo nonno Kan Abe e suo padre Shintarō Abe erano entrambi politici. Shintarō era a capo di una corrente del PLD, ebbe numerosi incarichi di governo e di partito e fu candidato per la carica di Primo ministro. Tuttavia fu implicato nello scandalo Recruit e, ammalatosi, morì nel 1991. La moglie di Shintarō, madre di Shinzō, era la figlia del Primo ministro Nobusuke Kishi, fratello di un altro Primo ministro, Eisaku Satō. Shinzō era dunque imparentato con politici di alto rango appartenenti a entrambi i rami della sua famiglia.

## Carriera politica
Abe venne eletto nel primo collegio della prefettura di Yamaguchi nel 1993, dopo la morte del padre avvenuta due anni prima, ottenendo il maggior numero di voti mai raggiunto in un'elezione in quella prefettura. Nel 1999 divenne Direttore della divisione per gli affari sociali e, dal 2000 al 2003, fu vicesegretario del governo nelle amministrazioni Mori e Koizumi. In seguito divenne segretario generale del Partito Liberal Democratico.
Abe fu inoltre a capo dei negoziatori inviati dal governo giapponese su incarico delle famiglie degli ostaggi giapponesi in Corea del Nord, e accompagnò Koizumi al suo incontro con Kim Jong-il avvenuto nel 2002. Ottenne popolarità a livello nazionale quando richiese che gli ostaggi giapponesi che erano in visita rimanessero in patria, sfidando così la Corea del Nord.
Il 31 ottobre 2005 fu nominato capo segretario del quinto governo Koizumi, prendendo il posto di Hiroyuki Hosoda.
Fu alla guida di un gruppo interno al PLD che lanciò un'inchiesta sull'«eccessiva educazione sessuale e sull'educazione che non tiene conto del sesso degli alunni». Tra gli elementi su cui questo gruppo focalizzò la propria attenzione ci furono i pupazzi con forme anatomiche e altro materiale curriculare «che non prendeva in considerazione l'età dei bambini», le politiche delle scuole che cancellavano le tradizionali feste per maschi e femmine e l'educazione fisica svolta con classi miste.
Il 20 settembre 2006 Shinzō Abe fu eletto presidente del PLD. I suoi principali contendenti erano Sadakazu Tanigaki e Tarō Asō. Yasuo Fukuda, che era stato inizialmente tra i candidati di spicco, scelse infine di non partecipare alla sfida. L'ex Primo ministro Yoshirō Mori, alla cui corrente appartenevano sia Abe che Fukuda dichiarò che la corrente tendeva pesantemente a favorire Abe. Sei giorni dopo, il 26 settembre, fu eletto Primo ministro raccogliendo 339 voti su 475 alla Camera dei rappresentanti (camera bassa) e 136 su 240 alla Camera dei consiglieri (camera alta).
Il 26 settembre 2012 Abe ritornò alla guida del PLD subentrando a Tanigaki.

### Primo mandato da primo ministro (2006-2007)

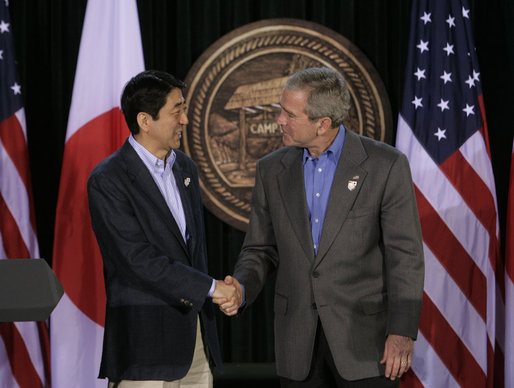
Stretta di mano tra Abe e George W. Bush nell'aprile 2007

#### Politica economica
Nel campo economico Abe si impegnò generalmente a proseguire il percorso di riforma fiscale iniziato dal suo predecessore, Koizumi. Compì alcune mosse per sanare il bilancio giapponese, come ad esempio nominare Ministro delle finanze un esperto di politiche fiscali, Kōji Omi. Omi aveva in precedenza sostenuto la possibilità di aumentare le tasse nazionali sul consumo, sebbene Abe si fosse poi distanziato da questa posizione e avesse cercato di raggiungere il pareggio, principalmente attraverso tagli alla spesa pubblica.

#### Politica interna
Abe cercò di rivedere o di reinterpretare l'articolo 9 della Costituzione del Giappone, per permettere al paese di avere un esercito de iure, e istituendo il Ministero della difesa nel 2007 in sostituzione della precedente Agenzia della difesa.
Nel gennaio del 2007 Abe annunciò di volere accantonare una precedente proposta di modifica della legge sulla famiglia imperiale, che avrebbe consentito alle femmine di ereditare il Trono del Crisantemo. La proposta di legge era motivata dal fatto che i due figli dell'imperatore Akihito non avevano ancora avuto figli maschi. Dopo la nascita di Hisahito di Akishino, le ipotesi di cambiamento delle norme di successione per consentire alla principessa Aiko (cugina di Hisahito e figlia unica dell'erede al trono Naruhito) di diventare imperatrice regnante vennero prima messe in discussione, poi di fatto accantonate. Nell'ultimo decennio, i sostenitori del cambiamento hanno criticato la legge attuale, sottolineando come l'anzianità di molti principi maschi e la perdita dello status imperiale per le principesse dopo il matrimonio mettessero a rischio la numerosità e la continuità della famiglia imperiale. Nel 2021, una commissione di esperti convocata dal quarto governo Abe per esprimersi sulla questione ha raccomandato di consentire alle donne di mantenere lo status imperiale dopo il matrimonio per mantenere le dimensioni della famiglia, ma non ha preso in considerazione la possibilità che la principessa Aiko succeda al trono, formulando un parere diametralmente opposto a quello di una analoga commissione convocata nel 2005 (prima della nascita di Hisahito).
Nel marzo 2007 Abe, insieme a diversi politici di destra, propose un disegno di legge volto a incoraggiare il nazionalismo e l'«amore per il proprio paese e città» tra i giovani giapponesi già nei libri scolastici.

#### Politica estera
Abe dichiarò pubblicamente di riconoscere la necessità di migliori relazioni diplomatiche con la Repubblica Popolare Cinese e, insieme al ministro degli esteri Tarō Asō, cercò di organizzare un vertice con il presidente cinese Hu Jintao. Affermò inoltre che le relazioni tra i due paesi non dovessero più essere basate sulle emozioni.
Abe venne visto con favore dalla classe politica di Taiwan, con lo stesso presidente Chen Shui-bian che si disse felice della sua elezione. Parte del suo gradimento a Taiwan fu dovuto alla storia della sua famiglia: suo nonno Nobusuke Kishi era un sostenitore di Taiwan e il suo prozio Eisaku Satō fu l'ultimo Primo ministro a visitare Taiwan mentre era in carica.

#### Dimissioni
Abe si dimise il 12 settembre 2007, poco dopo la sconfitta del PLD alle elezioni della camera alta della Dieta, adducendo anche problemi di salute dovuti ad una rettocolite ulcerosa.

### Secondo mandato da primo ministro (2012-2014)
Il 30 agosto 2009, il Jimintō subì una pesante sconfitta alle elezioni per la camera bassa, finendo all'opposizione. In seguito agli interventi poco efficaci di contrasto alla crisi economica, l'imminente sorpasso economico da parte della Cina, l'instabilità dell'esecutivo (in tre anni i Democratici nominarono tre governi diversi, dopo quattro governi nominati dal PLD nei quattro anni precedenti) e l'impreparazione del governo nel gestire il disastro nucleare di Fukushima, il Partito Democratico (centro-sinistra) – al governo per la prima volta dalla sua nascita (nel 1998) – perse più di dieci milioni di voti alle elezioni anticipate del 2012 garantendo così il ritorno al governo del centro-destra, dopo soli tre anni di opposizione. Il Partito Liberal Democratico dell'ex primo ministro Abe vinse le elezioni anticipate del 2012 ottenendo 294 dei 480 seggi. La camera bassa della Dieta lo rielesse Primo ministro il 26 dicembre 2012. Poco dopo la vittoria, Abe ribadì la sovranità giapponese sulle isole Senkaku, per le quali è a tutt'oggi in corso una disputa territoriale nei confronti di Cina e Taiwan.
Il gabinetto inaugurato nel dicembre 2012 fu il più lungo e il più stabile nella storia giapponese del dopoguerra, con una durata di 617 giorni senza cambi di ministri, fino al settembre 2014 quando Abe gestì un rimpasto di governo con l'obiettivo dichiarato di promuovere più donne alle cariche ministeriali. Il gabinetto rimescolato raggiunse il record di 5 ministri-donna, lo stesso del primo governo Koizumi. La maggior parte delle figure chiave, come il vice primo ministro Tarō Asō e il capo di gabinetto del segretario Suga, furono mantenute in carica. Tuttavia, Abe spostò il ministro della giustizia Sadakazu Tanigaki fuori dal gabinetto, designandolo segretario generale dell'LDP. Il 20 ottobre 2014, due delle donne promosse durante il rimpasto, il ministro della giustizia Midori Matsushima e il ministro del commercio Yūko Obuchi, furono costrette a dimettersi a causa di scandali separati, entrambi connessi alle elezioni. Abe si scusò con gli elettori e si assunse la piena responsabilità dell'accaduto.

#### Politica economica (Abenomics)
Nella primavera 2013 la stampa internazionale parlò di Abenomics riguardo alla serie di riforme volte a rivitalizzare l'economia del Giappone.
L'iniziativa si compose fondamentalmente di tre direttrici: politica monetaria, politica fiscale e strategie di crescita. Nello specifico, deprezzamento dello Yen al fine di incentivare l'export giapponese continuamente minacciato da quello cinese, tasso di interesse fissato in negativo (per disincentivare il risparmio), politica monetaria espansiva per aumentare l'inflazione tanto da raggiungere e mantenere la soglia del 2% ed uscire dalla situazione di deflazione cronica, aumento di 1,5% della spesa pubblica (raggiungendo l'11,5% nel deficit pubblico).
Nell'immediato termine, i benefici dell'economia giapponese furono stati indiscutibili. Nel primo quadrimestre del 2013 il tasso di crescita annuale del Giappone si attestò attorno al 3,5% mentre il mercato della borsa valori crebbe del 55% in brevissimo tempo; l'avanzo commerciale crebbe di trecento miliardi di yen grazie all'aumento del 12% delle esportazioni. Nonostante ciò, dopo questo primo balzo, l'indice Nikkei sperimentò un improvviso periodo ribassista tra maggio e luglio 2013 rimanendo comunque in positivo rispetto alla quotazione che aveva ad aprile 2013.
Inoltre, le critiche che più furono state mosse contro la politica aggressiva giapponese riguardavano i salari reali, che vedevano, nell'aumento dell'inflazione in coppia ad un aumento meno che proporzionale dei salari nominali, una riduzione del potere d'acquisto dei giapponesi. Il Governo rispose che attraverso una maggiore competitività (ricerca e sviluppo unite a una riforma del sistema fiscale) sarebbe stato in grado di contrastare questa tendenza.

#### Politica interna
Il ritorno di Abe a capo del governo vide un rinnovato tentativo di minimizzare le atrocità del tempo di guerra in Giappone nei libri di testo scolastici, una questione che aveva contribuito alla sua caduta. Nel 2013 Abe sostenne la creazione del programma Super Global Universities (スーパーグローバル大学創成支援 Sūpā gurōbaru daigaku sōsei shien). Questo è un programma decennale per aumentare la frequenza di studenti internazionali nelle università giapponesi e assumere più docenti stranieri. C'era anche un finanziamento per le università selezionate per creare programmi universitari di solo inglese.
Nel 2014 Abe stanziò milioni di dollari del bilancio statale, per sostenere i programmi che aiutano singoli individui a trovare potenziali compagni/e. Questi programmi intitolati "Programmi di sostegno al matrimonio" furono avviati nella speranza di aumentare il tasso di natalità, in calo in Giappone dalla metà degli anni sessanta.

#### Politica estera
Poco dopo il suo insediamento, Abe segnalò un «drastico rimodellamento» della politica estera e promise di perseguire la diplomazia con una visione globale, piuttosto che regionale o bilaterale basata sui «valori fondamentali della libertà, della democrazia, dei diritti umani fondamentali e della regola di legge». La sua scelta di Fumio Kishida come ministro degli esteri fu interpretata come un segnale che Abe avrebbe perseguito una linea più moderata rispetto alla sua posizione da falco nella corsa alle elezioni generali.
Entro poche settimane dal ritorno al potere, il secondo gabinetto Abe dovette affrontare la crisi degli ostaggi in Algeria del 2013 in cui 10 cittadini giapponesi sono stati uccisi. Abe condannò le uccisioni come «assolutamente imperdonabili» e confermò che il Giappone e il Regno Unito avevano collaborato per gestire l'incidente. Abe credette che questo incidente avesse dimostrato la necessità di creare un Consiglio di sicurezza nazionale e convocò un gruppo per valutare la sua creazione subito dopo la crisi.
Abe fu insolitamente attivo nel campo degli affari esteri, per un primo ministro giapponese, facendo visite in quarantanove paesi tra dicembre 2012 e settembre 2014, un numero che fu descritto come «senza precedenti» (al contrario, i suoi due predecessori diretti Naoto Kan e Yoshihiko Noda avevano visitato un totale combinato di diciotto paesi tra giugno 2010 e dicembre 2012). Ciò fu interpretato come un mezzo per compensare le relazioni scadenti con la Cina e la Corea, aumentando il profilo del Giappone sulla scena mondiale e migliorando i legami bilaterali con altri paesi della regione. Le nazioni del sud-est asiatico, l'Australia e l'India furono destinazioni importanti e frequenti per Abe, che visitò tutti e dieci i paesi dell'ASEAN nel suo primo anno di mandato. I tour diplomatici funzionarono anche come un altro elemento di Abenomics, promuovendo il Giappone nella comunità imprenditoriale internazionale e aprendo strade per gli scambi, energia e appalti per la difesa (ad esempio, i dirigenti aziendali viaggiano spesso con Abe in queste visite).
Nel settembre 2013, Abe intervenne per aiutare la candidatura di Tokyo a ospitare i Giochi olimpici e Paraolimpici Estivi del 2020, tenendo un discorso in inglese nella sessione del CIO a Buenos Aires, in cui ha esaltato il ruolo dello sport in Giappone e ha cercato di rassicurare la commissione che tutti i problemi in corso con la centrale di Fukushima erano sotto controllo. Dopo che l'offerta ebbe successo, Abe cercò di ritrarre i giochi come simbolo del suo programma di rilancio economico di Abenomics, dicendo: «Voglio fare in modo che le Olimpiadi facciano dimenticare 15 anni di deflazione e declino economico»". Nel 2014, Abe affermò la speranza che si sarebbero svolte contemporaneamente "olimpiadi di robot" per promuovere l'industria della robotica.
La politica estera di Abe ha spostato il Giappone dal tradizionale focus sulle "tre grandi relazioni bilaterali" con Stati Uniti, Cina e Corea del Sud, e ha cercato di aumentare il profilo internazionale del Giappone espandendo i legami con la NATO, l'UE e altre organizzazioni oltre la regione Asia-Pacifico. Nel 2014, Abe e il primo ministro britannico David Cameron concordarono d'istituire un "quadro 2 + 2" di consultazioni annuali tra i ministeri degli esteri e della difesa britannici e giapponesi, con Abe che chiese una maggiore cooperazione sui temi «dalla pace dei mari alla sicurezza dei cieli, dello spazio e del cyberspazio». A ciò è seguito un accordo simile con i ministri francesi a Tokyo all'inizio dell'anno.
Abe concluse l'Accordo di partenariato economico Giappone-Australia con il governo australiano di Tony Abbott nel 2014 e prese parte a una seduta congiunta del parlamento australiano nel luglio dello stesso anno. Nell'annunciare l'accordo, offrì anche le condoglianze per le sofferenze degli australiani durante la seconda guerra mondiale, in particolare per la Campagna della pista di Kokoda. Abe è stato il primo premier giapponese ad affrontare il parlamento australiano.
Nel gennaio 2014, Abe diventò il primo leader giapponese ad assistere alla parata per la Festa della Repubblica dell'India a Delhi come ospite principale, durante una visita di tre giorni in cui lui e il primo ministro Manmohan Singh concordarono di aumentare la cooperazione bilaterale su questioni economiche, di difesa e sicurezza e firmato accordi commerciali relativi a energia, turismo e telecomunicazioni. Una stretta relazione fu anticipata tra Abe e Narendra Modi dopo l'elezione di quest'ultimo come primo ministro dell'India nel maggio 2014, quando si notò che i due avevano stabilito legami da almeno sette anni prima, quando Modi era ancora Primo ministro del Gujarat e che Modi era una delle tre persone che Abe "aveva seguito" su Twitter. I due uomini si scambiarono messaggi di congratulazioni dopo le elezioni. Modi fece la sua prima importante visita all'estero in Giappone nell'autunno del 2014, dove lui e Abe discussero di accordi sulla cooperazione nucleare, elementi di terre rare ed esercitazioni marittime congiunte. Durante la visita, Abe invitò Modi a diventare il primo leader indiano a soggiornare presso l'Imperial State Guest House a Kyoto.
Il 30 maggio 2014, Abe, in un discorso ai funzionari dei paesi dell'ASEAN, degli Stati Uniti e dell'Australia, affermò che il Giappone voleva giocare un ruolo importante nel mantenimento della sicurezza regionale, un allontanamento dalla passività mantenuta dal secondo conflitto mondiale, offrendo il sostegno del Giappone ad altri paesi nella risoluzione delle controversie territoriali.
Le relazioni tra Giappone e paesi limitrofi, Cina e Corea del Sud, rimasero scarse dopo il ritorno in carica di Abe. Mentre dichiarò che «le porte sono sempre aperte dalla mia parte», non si tennero incontri bilaterali tra Abe e la leadership cinese per i primi 23 mesi del suo secondo mandato. Abe non tenne alcun incontro con il presidente Park Geun-hye della Corea durante il suo mandato 2012-14. Entrambi i paesi criticarono la visita di Abe al santuario Yasukuni nel dicembre 2013, con il ministro degli esteri cinese che descrisse l'azione come quella di spostare il Giappone in una direzione «estremamente pericolosa». Inoltre, la Cina continuò a criticare le politiche di riforma della difesa di Abe, avvertendo che il Giappone non avrebbe dovuto abbandonare la sua politica pacifista post-bellica. Il discorso di Abe al World Economic Forum nel 2014 fu interpretato come una critica alla politica estera e di difesa cinese quando affermò che «i dividendi della crescita in Asia non devono essere sprecati per l'espansione militare» e chiese una maggiore salvaguardia della libertà dei mari sotto lo stato di diritto, anche se durante le sue osservazioni non fece specifico riferimento a nessun paese.
Nel novembre 2014, Abe incontrò il presidente della Cina Xi Jinping all'incontro dell'APEC a Pechino per la prima volta da quando entrambi erano entrati in carica, dopo che un comunicato fu descritto come «imbarazzante» dalla stampa. Abe in seguito disse ai giornalisti che durante l'incontro aveva suggerito di stabilire una linea diretta tra Tokyo e Pechino per contribuire a risolvere eventuali scontri marittimi e che il "primo passo" era stato fatto per migliorare le relazioni.

#### Politica di difesa
Abe tentò di centralizzare la politica di sicurezza nell'ufficio del primo ministro creando il Consiglio di sicurezza nazionale giapponese (国家安全保障会議 Kokka-anzen-hoshō-kaigi) per coordinare meglio la politica di sicurezza nazionale e ordinando la prima "Strategia di sicurezza nazionale" nella storia del Giappone. Basata sull'omonimo corpo americano, la legge per la creazione dell'NSC fu approvata nel novembre 2013 e iniziò a funzionare il mese successivo quando Abe ha nominato Shōtarō Yachi primo consigliere per la sicurezza nazionale del Giappone.
Nel dicembre 2013, Abe annunciò un piano quinquennale di espansione militare. Ha descritto questo come «pacifismo pro-attivo», con l'obiettivo di rendere il Giappone un paese più "normale", in grado di difendersi. Ciò in reazione a un accumulo cinese e ad una diminuita influenza americana nella regione.
Nello stesso mese la Dieta approvò la Legge sulla segretezza dello Stato (特定秘密の保護に関する法律 Tokutei Himitsu no Hogo ni kansuru Hōritsu), entrata in vigore a dicembre 2014. La legge ha ampliato le possibilità per il governo di designare quali informazioni costituiscono un segreto nazionale e ha inasprito le pene fino a 10 anni di prigione e una multa di 10 milioni di yen contro burocrati e giornalisti che si lasciano sfuggire tali informazioni. Il passaggio della legge si è rivelato controverso, con migliaia di persone che hanno protestato a Tokyo contro il disegno di legge e, in alcuni sondaggi, il gradimento del governo è sceso al di sotto del 50% per la prima volta. I detrattori sostenevano che la legge era ambigua e quindi concedeva al governo troppa libertà per decidere quali informazioni classificare, che avrebbe potuto ridurre la libertà di stampa e che il governo aveva affrettato la legislazione senza includere alcuna garanzia di libertà d'informazione. Abe sosteneva che la legge fosse necessaria e applicata solo nei casi di sicurezza nazionale, diplomazia, sicurezza pubblica e antiterrorismo, affermando: «Se la legge impedisce che vengano girati film o indebolisca la libertà di stampa, mi dimetterò». Tuttavia ammise che, in retrospettiva, il governo avrebbe dovuto spiegare i dettagli del disegno di legge con più attenzione al pubblico.
Nel luglio 2014, il governo Abe prese la decisione di reinterpretare la costituzione giapponese per consentire il diritto di "autodifesa collettiva". Ciò consentirebbe alle Forze di autodifesa di andare in aiuto e difendere un alleato sotto attacco, mentre la precedente interpretazione della costituzione era strettamente pacifista e consentiva di usare la forza solo in assoluta autodifesa. La decisione fu sostenuta dagli Stati Uniti, che hanno promosso maggiori possibilità di azione da parte del Giappone come alleato regionale e portò a una revisione degli orientamenti di cooperazione bilaterale nel campo della difesa  nel 2015. Per tutta risposta il ministero degli esteri cinese affermò che la decisione «solleva dubbi» sull'impegno del Giappone per la pace e ha sostenuto che l'opinione pubblica giapponese è contraria al concetto di autodifesa collettiva. Abe sostenne che la mossa non avrebbe portato il Giappone a essere coinvolto in "guerre straniere" come la guerra del Golfo o in Iraq, ma invece avrebbe garantito la pace attraverso la deterrenza. Ciò ha portato all'introduzione della legislazione sulla sicurezza 2015 per dare effetto giuridico alla decisione del gabinetto.

### Terzo mandato da primo ministro (2014-2017)
Dopo due trimestri di calo del Pil, il primo ministro annunciò il 18 novembre 2014 il rinvio dell'aumento della tassa sui consumi ad aprile 2017, ma soprattutto lo scioglimento della camera bassa della Dieta con conseguenti elezioni anticipate a dicembre 2014, poi vinte conquistando, con gli alleati del Kōmeitō, 325 seggi su 475.
Il 24 dicembre 2014 Abe fu rieletto alla carica di Primo ministro dalla Camera dei rappresentanti. L'unico cambiamento che fece quando introdusse il suo terzo gabinetto fu la sostituzione del ministro della difesa Akinori Eto, coinvolto in una polemica sui finanziamenti politici, con Gen Nakatani. Nel suo discorso politico di febbraio, mentre il Governo resistette allo scandalo della scuola Moritomo Gakuen, Abe invitò la nuova Dieta ad attuare «riforme più drastiche dalla fine della seconda guerra mondiale» nelle aree dell'economia, dell'agricoltura, della sanità e in altri settori.

#### Politica estera

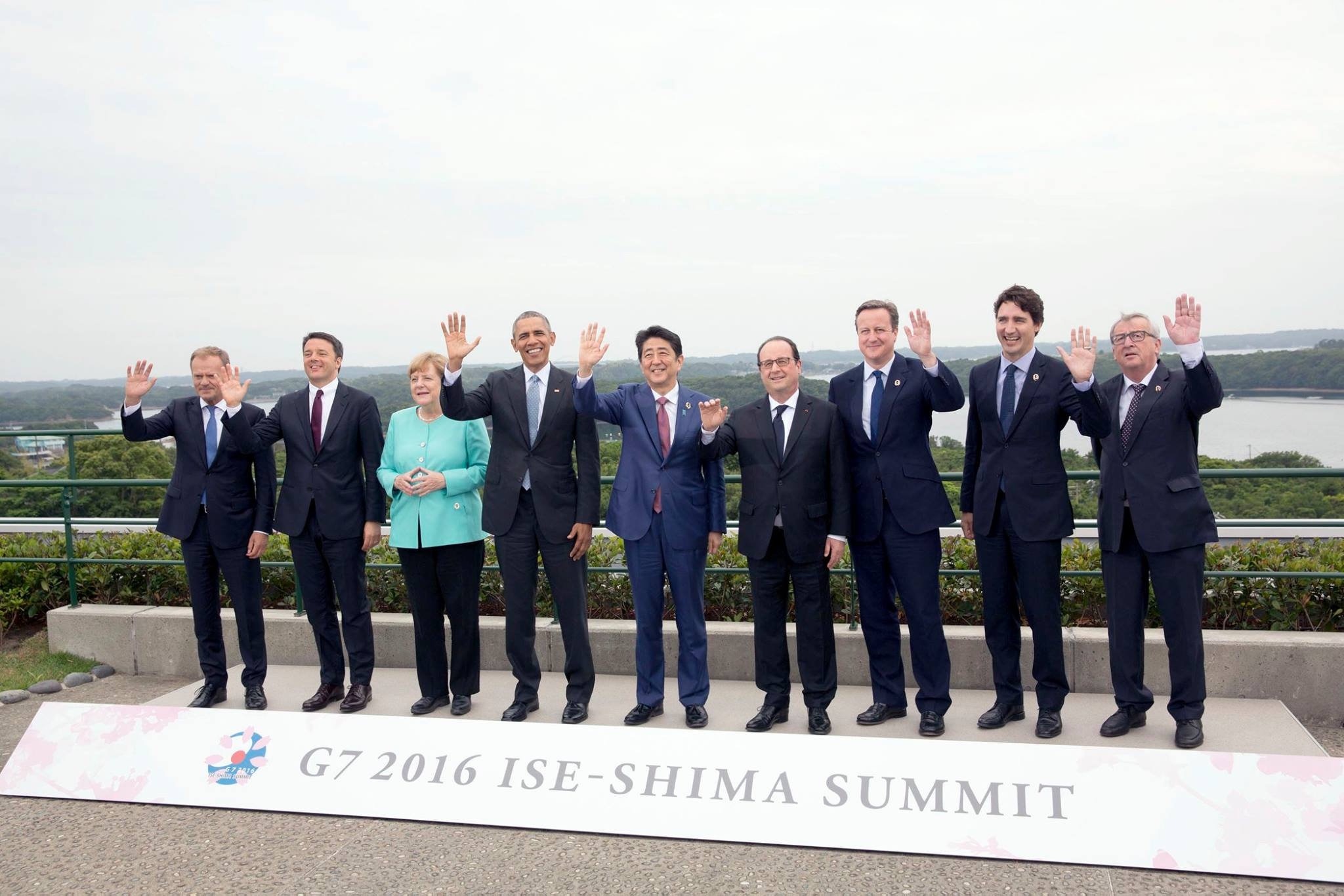
Shinzō Abe nella foto di gruppo del G7 2016 a Shima

Durante una visita in Medio Oriente nel gennaio 2015, Abe annunciò che il Giappone avrebbe fornito 200 milioni di dollari in assistenza non militare ai paesi che combattono contro lo Stato islamico dell'Iraq e del Levante come parte di un pacchetto di aiuti da 2,5 miliardi di dollari. Poco dopo, l'ISIS pubblicò un video in cui una figura mascherata (identificata come Mohammed Emwazi o "Jihadi John") minacciava di uccidere due ostaggi giapponesi, Kenji Gotō e Haruna Yukawa, come rappresaglia per la mossa, a meno che il governo di Abe non pagasse 200 milioni di dollari di riscatto. Abe interruppe il suo viaggio per affrontare la crisi, dichiarò che tali atti di terrorismo erano «imperdonabili» promettendo di salvare gli ostaggi ma rifiutandosi di pagare il riscatto. Il gabinetto Abe lavorò con il governo giordano per tentare di ottenere il rilascio di entrambi gli ostaggi, dopo che altri video erano stati pubblicati dall'ISIS collegando il loro destino a quello del pilota Muath Al-Kasasbeh, con il vice ministro degli esteri Yasuhide Nakayama che conduceva i negoziati ad Amman. Entrambi gli ostaggi furono però uccisi, l'ISIS diffuse notizie della morte di Yukawa il 24 gennaio e Gotō il 31 gennaio. Abe condannò le uccisioni come un «atto atroce», dichiarò che il Giappone non avrebbe ceduto al terrorismo e s'impegnò a collaborare con la comunità internazionale per consegnare gli assassini alla giustizia. Ci furono alcune critiche nei confronti di Abe per il suo tentativo di impegnare gli aiuti contro l'ISIS mentre cittadini giapponesi erano in ostaggio, ma i sondaggi mostrarono un sostegno alla sua amministrazione all'indomani della crisi. In seguito usò l'esempio della crisi degli ostaggi per discutere il caso della legislazione di autodifesa collettiva che il suo governo introdusse nell'estate del 2015.
Nell'aprile 2015, Abe fu il primo premier giapponese a presenziare ad una seduta congiunta del Congresso degli Stati Uniti. Nel suo discorso fece riferimento all'alleanza Giappone-USA come alleanza di speranza, ha promesso che il Giappone avrebbe svolto un ruolo più attivo di sicurezza e difesa nell'alleanza e ha sostenuto che il TPP avrebbe apportato benefici sia economici che di sicurezza all'Asia e alla regione del Pacifico.
Come i suoi predecessori Tomiichi Murayama e Jun'ichirō Koizumi, Abe rilasciò una dichiarazione per commemorare il 70º anniversario della fine della seconda guerra mondiale, il 14 agosto 2015. Questa affermazione era stata ampiamente anticipata, con alcuni commentatori che si aspettavano che Abe correggesse o addirittura si rifiutasse di ripetere scuse dei precedenti leader per il ruolo del Giappone nella guerra. Nella dichiarazione, Abe s'impegnò a sostenere le precedenti scuse ed espresse «profondo dolore e condoglianze eterne e sincere» per «il danno e la sofferenza incommensurabili» che il Giappone aveva causato a «persone innocenti» durante il conflitto. Sostenne anche che il Giappone non dovrebbe essere «predestinato a scusarsi» per sempre, osservando che oltre l'80% dei giapponesi viventi oggi sono nati dopo il conflitto e non hanno avuto parte in esso. I governi di Cina e Corea del Sud risposero con critiche alla dichiarazione, ma gli analisti notarono la moderazione di Abe rispetto alla retorica più dura usata in precedenza. Un rappresentante del Consiglio per la sicurezza nazionale degli Stati Uniti accolse favorevolmente la dichiarazione e fece riferimento al Giappone come un «modello per le nazioni ovunque» nei suoi rapporti su «pace, democrazia e stato di diritto» sin dalla fine della guerra. Il professor Gerald Curtis dell'Università della Columbia sostenne che l'affermazione «probabilmente non soddisfa alcuna circoscrizione» né in Giappone né all'estero, ma che ripetendo le parole «aggressione», «colonialismo», «scuse» e «rimorso» usate nella dichiarazione di Murayama del 1995 probabilmente sarebbe stato sufficiente per migliorare i rapporti con Cina e Corea.
Nel mese di dicembre 2015, Abe e il primo ministro indiano Narendra Modi firmarono accordi con cui l'India accettò di acquistare la tecnologia Shinkansen dal Giappone (finanziata in parte con un prestito dal governo giapponese) ed a elevare il Giappone a pieno status di partner navale nelle esercitazione nella zona di Malabar. Durante i colloqui venne concordata anche una proposta, da firmare formalmente dopo la finalizzazione dei dettagli tecnici, per cui il Giappone si impegnava a vendere tecnologia nucleare non militare all'India. Dimostrando la loro stretta relazione, Abe espresse apprezzamenti per le politiche di Modi. In cambio, Modi si complimentò con Abe definendolo «leader fenomenale», notò come le relazioni tra India e Giappone avessero un «meraviglioso tocco umano» e lo invitarono a partecipare alla cerimonia di Ganga aarti presso il Ghat Dashashwamedh (il più grande Ghat di Varanasi) nel suo collegio elettorale. Gli analisti descrissero l'accordo nucleare come parte degli sforzi del Giappone e dell'India per rispondere alla crescente potenza cinese nella regione Asia-Pacifico.
A Seul, nel novembre 2015, Abe partecipò al primo vertice trilaterale Cina-Giappone-Corea del Sud, tenutosi per tre anni con il presidente coreano Park Geun-hye e il premier cinese Li Keqiang. I vertici erano stati sospesi nel 2012 a causa di tensioni su questioni storiche e territoriali. I leader concordarono di ripristinare i vertici come eventi annuali, negoziare un accordo di libero scambio trilaterale e lavorare per controllare il programma di armi nucleari della Corea del Nord e annunciarono che la cooperazione trilaterale è stata «completamente restaurata».

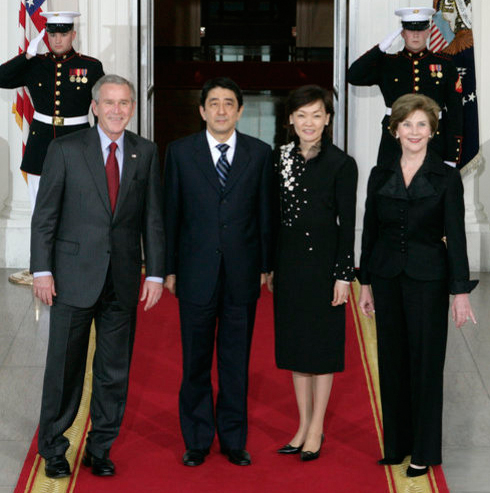
Abe e la moglie Akie tra George e Laura Bush il 26 aprile 2007

Le relazioni del Giappone con la Corea del Sud migliorarono leggermente durante il terzo mandato di Abe, all'indomani della dichiarazione di anniversario di guerra di Abe. Abe e il presidente della Corea Park Geun-hye tennero il loro primo incontro bilaterale nel novembre 2015, dove entrambi concordarono di risolvere il problema delle cosiddette comfort women che Park ha descritto come il più grande ostacolo a legami più stretti. Alla fine di dicembre 2015, i ministri degli esteri Fumio Kishida e Yun Byung-se hanno annunciato a Seul che era stato raggiunto un accordo per risolvere la questione delle comfort women, in cui il Giappone accettò di versare 1 miliardo di yen in un fondo per sostenere le 46 vittime sopravvissute e rilasciò una dichiarazione che conteneva le «più sincere scuse e rimorsi» del primo ministro giapponese. Abe in seguito telefonò a Park per scusarsi. In cambio, il governo sudcoreano accettò di considerare la questione «finalmente e irreversibilmente risolta» e di rimuovere una statua di fronte all'ambasciata giapponese a Seul. Entrambe le parti convennero di astenersi dal criticarsi l'un l'altro sulla questione in futuro. Il presidente Park affermò che l'accordo sarebbe un «nuovo punto di partenza» per le relazioni tra i due paesi, anche se entrambi i leader ricevettero alcune critiche interne: Abe per essersi scusato, Park per aver accettato l'accordo.
Poco dopo l'elezione e l'inaugurazione di Donald Trump come presidente degli Stati Uniti, Abe ebbe con lui un incontro formale a Mar-a-Lago, in cui si discusse di sicurezza, alla luce di una minaccia nordcoreana.

#### Revisione costituzionale
Alle elezioni del 2016 alla Camera dei consiglieri, la prima che consentiva ai cittadini giapponesi di 18 anni e più di votare, Abe guidò la coalizione PLD-Kōmeitō alla vittoria. I risultati delle elezioni hanno aperto il dibattito sulla riforma costituzionale, in particolare sulla modifica dell'articolo 9 della Costituzione del Giappone, riguardante le Forze armate giapponesi (自衛隊, Jieitai), con i partiti pro-revisionisti che hanno ottenuto la maggioranza dei due terzi necessaria per le riforme, insieme a una maggioranza di due terzi nella Camera dei rappresentanti, che avrebbe alla fine condotto a un referendum nazionale. Abe è rimasto relativamente tranquillo sulla questione per il resto dell'anno, ma a maggio 2017 ha annunciato che la riforma costituzionale sarebbe entrata in vigore dal 2020.

#### Politica di difesa
Nel suo discorso di aprile al Congresso, Abe annunciò che il suo governo avrebbe «promulgato tutti i bilanci necessari entro la prossima estate» per espandere la capacità di operazioni delle forze di autodifesa e dare attuazione alla decisione del governo del luglio 2014 di reinterpretare la costituzione a favore dell'autodifesa collettiva. Pertanto, nel mese di maggio 2015, il gabinetto Abe introdusse 11 leggi che costituirono la Legge sulla conservazione della sicurezza e della pace nella Dieta, che ha spinto per una limitata espansione delle potenze militari a combattere in conflitti stranieri. Gli obiettivi principali delle leggi erano permettere alle Forze di autodifesa del Giappone di venire in aiuto alle nazioni alleate sotto attacco (anche senza un attacco diretto al Giappone stesso), di espandere il loro raggio d'azione per sostenere le operazioni internazionali di mantenimento della pace e consentire al Giappone di assumersi una quota maggiore di responsabilità in materia di sicurezza come parte dell'alleanza USA-Giappone.
Per tenere conto del tempo necessario per passare di fronte al lungo scrutinio dell'opposizione, il governo Abe prolungò la sessione di dieta di 95 giorni da giugno a settembre, rendendola la più lunga nell'era del dopoguerra. I disegni di legge furono stati approvati dalla Camera dei rappresentanti il 16 luglio con il sostegno della maggioranza della coalizione LDP-Kōmeitō. I membri della Dieta dei partiti democratici, dell'innovazione, comunisti e socialdemocratici dell'opposizione uscirono dall'aula per protesta contro ciò che affermarono essere la mossa del governo per far approvare forzatamente una legge senza un dibattito sufficiente e ignorare i «partiti responsabili dell'opposizione». Abe ha replicato sostenendo che la discussione prima del voto è durata per «ben 113 ore».
Come risultato di queste mosse, Abe affrontò una reazione pubblica e i sondaggi d'opinione mostrarono il suo tasso di consenso in caduta in cifre negative per la prima volta da quando era tornato al potere nel 2012, con il 50% di disapprovazione e il 38% di approvazione del gabinetto di governo secondo un sondaggio Nikkei all'inizio di agosto. Si registrarono proteste fuori dai palazzi della Dieta, denunciando quelli che venivano definiti "i conti di guerra" dagli oppositori. Gli organizzatori delle proteste hanno stimato che fino a 100.000 manifestanti marciarono contro il passaggio della legge alla Camera dei consiglieri a luglio. Durante le udienze della dieta sui disegni di legge alcuni costituzionalisti (alcuni dei quali erano stati invitati dai partiti al potere) e un ex giudice della Corte suprema sostennero che la legislazione fosse incostituzionale. Abe fu pubblicamente criticato dal sopravvissuto alla bomba atomica Sumiteru Taniguchi nel suo discorso alla cerimonia commemorativa di Nagasaki del 9 agosto, quando affermò che le riforme della difesa avrebbero portato il Giappone «al periodo di guerra». I membri del gabinetto Abe dissero che avrebbero fatto uno sforzo maggiore per spiegare al pubblico i contenuti e le ragioni della legislazione sulla sicurezza, con l'LDP che pubblicava uno spot di cartoni animati, e Abe che appariva dal vivo in televisione e in streaming in eventi pubblici per rispondere a domande da membri del pubblico in merito.
Le leggi sulla sicurezza furono infine approvate con 148 voti contro 90 dalla Camera dei consiglieri e divennero legge il 19 settembre, a seguito dei tentativi dell'opposizione per ritardare il voto. Dopo il voto, Abe rilasciò una dichiarazione in cui affermava che le nuove leggi «rafforzeranno il nostro impegno a non fare mai più guerra», e che la legislazione era «finalizzata a scoraggiare la guerra e contribuire alla pace e sicurezza». Si è inoltre impegnato a continuare a spiegare la legislazione per cercare di ottenere «una maggiore comprensione» da parte dell'opinione pubblica sulla questione.
Il 18 ottobre 2015 Abe presiedette la revisione della flotta triennale della Forza di autodifesa marittima giapponese nel suo ruolo di comandante in capo delle forze di autodifesa. Nel suo discorso al personale a bordo del cacciatorpediniere Kurama annunciò: «Sollevando fortemente la bandiera del "pacifismo proattivo", sono determinato a contribuire più che mai alla pace e alla prosperità del mondo». Più tardi quel giorno salì a bordo della USS Ronald Reagan, diventando il primo primo ministro giapponese a mettere piede su una nave da guerra americana.
Nel dicembre 2015 il governo Abe annunciò la creazione di una nuova unità di intelligence per le operazioni antiterrorismo, che avrebbe avuto sede nel ministero degli Esteri ma guidata dall'ufficio del primo ministro. Questo fu segnalato come parte degli sforzi per rafforzare le misure di sicurezza in preparazione del vertice del G7 del 2016 a Shima ed alle Olimpiadi del 2020 a Tokyo. Nello stesso mese il governo ha approvato il più grande budget di difesa mai messo a disposizione in Giappone, 5,1 trilioni di yen, per l'anno fiscale che inizia ad aprile 2016. Il pacchetto comprendeva finanziamenti destinati all'acquisto di tre APR "Global Hawk", sei caccia F-35 e un aereo Boeing KC-46A per il volo di rifornimento.

#### Rielezione come presidente del PLD
Nel settembre 2015 Abe fu rieletto presidente del PLD in un'elezione incontrastata dopo che il membro della dieta di LDP Seiko Noda non è riuscito a raccogliere abbastanza supporto per candidarsi. In seguito a ciò, Abe realizzò un rimpasto di gabinetto, mantenendo di nuovo in carica i ministri chiave di finanza, economia, affari esteri e il capo Gabinetto. Ha anche creato una nuova posizione ministeriale per il coordinamento delle politiche relative all'economia, il declino della popolazione e la riforma della sicurezza sociale, che è stata colmata da Katsunobu Katō.

#### Abenomics 2.0
In una conferenza stampa dopo la sua rielezione ufficiale come presidente LDP, Abe annunciò che la fase successiva della sua amministrazione si concentrerà su ciò che ha definito «Abenomics 2.0», il cui obiettivo era quello di affrontare problemi di bassa fertilità e invecchiamento della popolazione e creare una società «in cui ciascuno dei 100 milioni di cittadini giapponesi possa assumere ruoli attivi». Questa nuova politica consisteva in obiettivi che Abe chiamava «tre nuove direttrici»: aumentare il PIL del Giappone a 600 trilioni di yen entro il 2021, innalzare il tasso di fertilità nazionale da una media di 1,4 a 1,8 bambini per donna e stabilizzare la popolazione a 100 milioni e creare una situazione in cui le persone non dovrebbero lasciare l'occupazione per prendersi cura dei parenti anziani entro la metà del 2020. Abe ha spiegato che il governo avrebbe adottato misure per aumentare i salari, aumentare i consumi ed espandere i servizi per l'infanzia, la sicurezza sociale e l'assistenza agli anziani per raggiungere questi obiettivi.
Questa nuova versione di Abenomics fu accolta con alcune critiche dai commentatori, i quali hanno sostenuto che non era ancora chiaro se le prime tre direttrici fossero riuscite a sollevare il Giappone dalla deflazione (l'inflazione era in qualche modo inferiore all'obiettivo del 2%), che le nuove direttrici erano state semplicemente presentate come obiettivi senza le politiche necessarie per soddisfarli, e che gli obiettivi stessi non erano realistici. Tuttavia, i sondaggi di opinione negli ultimi mesi del 2015 mostrarono che i livelli di consenso del governo di Abe tornavano a salire in cifre positive dopo il cambiamento di enfasi sulle questioni economiche.
Alla conclusione dei colloqui Trans-Pacific Partnership all'inizio di ottobre 2015, Abe ha salutato l'accordo per la creazione di una "zona economica senza precedenti" e aprendo le possibilità per un accordo di libero scambio Asia-Pacifico ancora più ampio e il commercio giapponese con l'Europa. per mitigare eventuali effetti negativi sul settore agricolo giapponese. I dati sul PIL pubblicati nel novembre 2015 sembravano inizialmente mostrare che il Giappone era entrato in una seconda recessione dall'implementazione di Abenomics, tuttavia queste cifre furono successivamente riviste per dimostrare che l'economia era cresciuta dell'1% nel terzo trimestre, evitando così la recessione.
A dicembre 2015 le due parti della coalizione di governo di Abe concordarono di introdurre un'aliquota ridotta d'imposta sui consumi per il cibo quando l'aumento delle tasse previsto dall'8 al 10% si verifica nell'aprile 2017. Questo accordo fu raggiunto dopo che Abe fu visto scendere fortemente a favore della posizione detenuta dal suo socio della coalizione Komeito, che l'aliquota fiscale avrebbe dovuto essere ridotta, il che suscitò qualche disaccordo da parte dei membri del Partito Liberal Democratico, che avevano favorito una politica di maggiore consolidamento fiscale attraverso le imposte. Abe licenziò il presidente del pannello fiscale del LDP Takeshi Noda (che si era opposto alla riduzione) e nominò Yōichi Miyazawa, che era più favorevole alla politica, come suo sostituto. Abe dichiarò che l'accordo fiscale era «il miglior risultato possibile» dei negoziati.

### Quarto mandato da primo ministro (2017-2020)

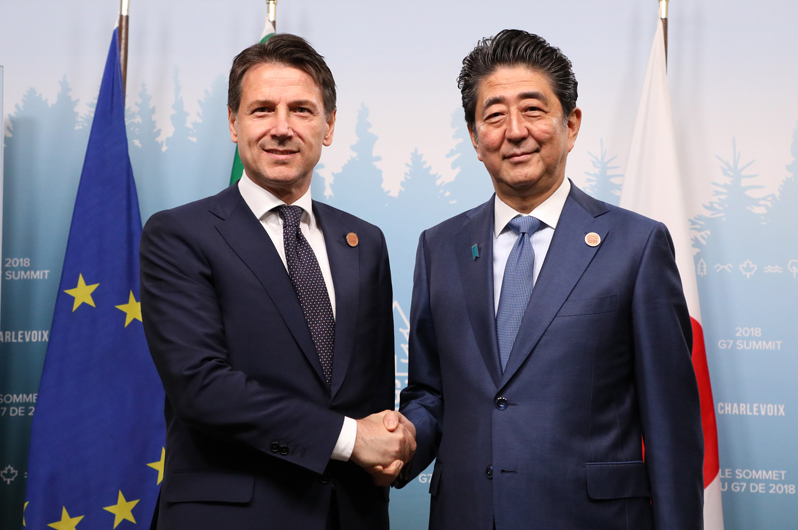
Abe con Giuseppe Conte al G7 2018

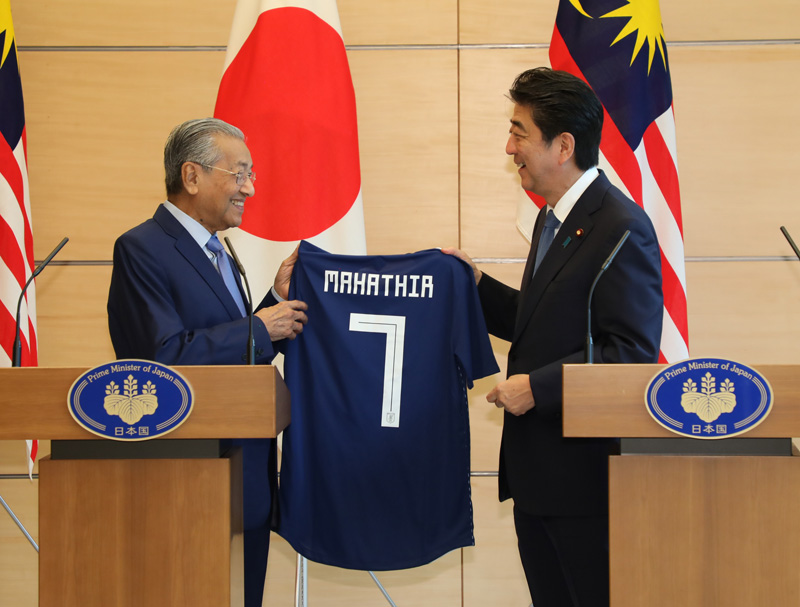
Il 12 giugno 2018, Abe ha incontrato il Primo Ministro della Malesia, Mahathir Mohamad, presso la residenza ufficiale del Primo Ministro giapponese

Le elezioni generali del 2017 si sono svolte il 22 ottobre. Il Primo ministro Abe definì le elezioni anticipate il 25 settembre, mentre la crisi della Corea del Nord era prominente nei mezzi di informazione. Gli oppositori politici di Abe affermarono che le elezioni anticipate erano state progettate per eludere gli interrogatori in parlamento sui presunti scandali. Ci si aspettava che Abe mantenesse la maggioranza dei seggi nella Dieta. La coalizione di governo di Abe prese quasi la maggioranza dei voti e due terzi dei seggi. La campagna elettorale dell'ultimo minuto e il voto si sono svolti mentre il tifone Lan, il più grande tifone del 2017, stava creando scompiglio in Giappone.
Nel 2017 il suo nome fu collegato allo scandalo inerente alla cessione da parte del ministero delle Finanze alla fondazione ultra-conservatrice Moritomo Gakuen di un terreno di 9.000 metri quadrati nella periferia di Osaka al prezzo di 134 milioni di yen (1 milione di euro), irrisorio rispetto a quello di mercato di dieci volte superiore.

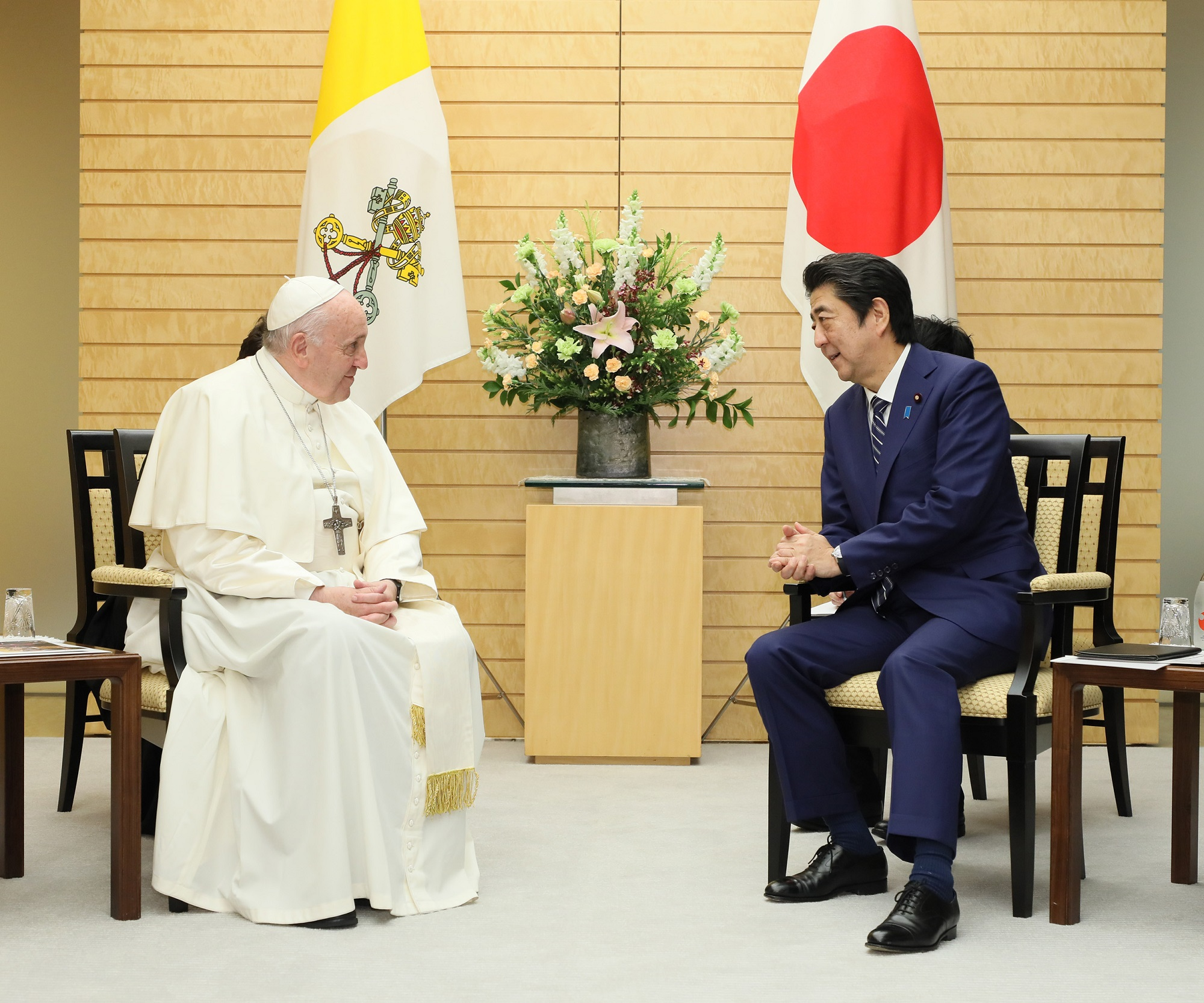
Shinzo Abe con papa Francesco il 25 novembre 2019 durante un incontro tenutosi presso la residenza del Primo ministro giapponese

Nel marzo 2018, fu rivelato che il ministero delle finanze (con il ministro Tarō Asō alla testa) aveva falsificato i documenti presentati al parlamento in relazione allo scandalo Moritomo Gakuen, per rimuovere 14 passaggi che coinvolgevano Abe. Fu suggerito che lo scandalo avrebbe potuto costare ad Abe il suo seggio come leader del partito liberaldemocratico. Ulteriori accuse emersero lo stesso anno in cui Abe aveva dato un trattamento preferenziale al suo amico Kotarō Kake per aprire un dipartimento di veterinaria nella sua scuola, Kake Gakuen. Abe negò le accuse, ma il sostegno alla sua amministrazione scese al di sotto del 30% nei sondaggi, il più basso da quando aveva preso il potere nel 2012. Fra chi lo invitò a dimettersi c'era anche l'ex Primo ministro Junichirō Koizumi.
Il 28 agosto 2020 annunciò le sue dimissioni per motivi di salute dopo aver subito, nelle precedenti settimane, un riacutizzarsi della rettocolite ulcerosa con cui Abe conviveva fin dall'età di 17 anni..

### Assassinio

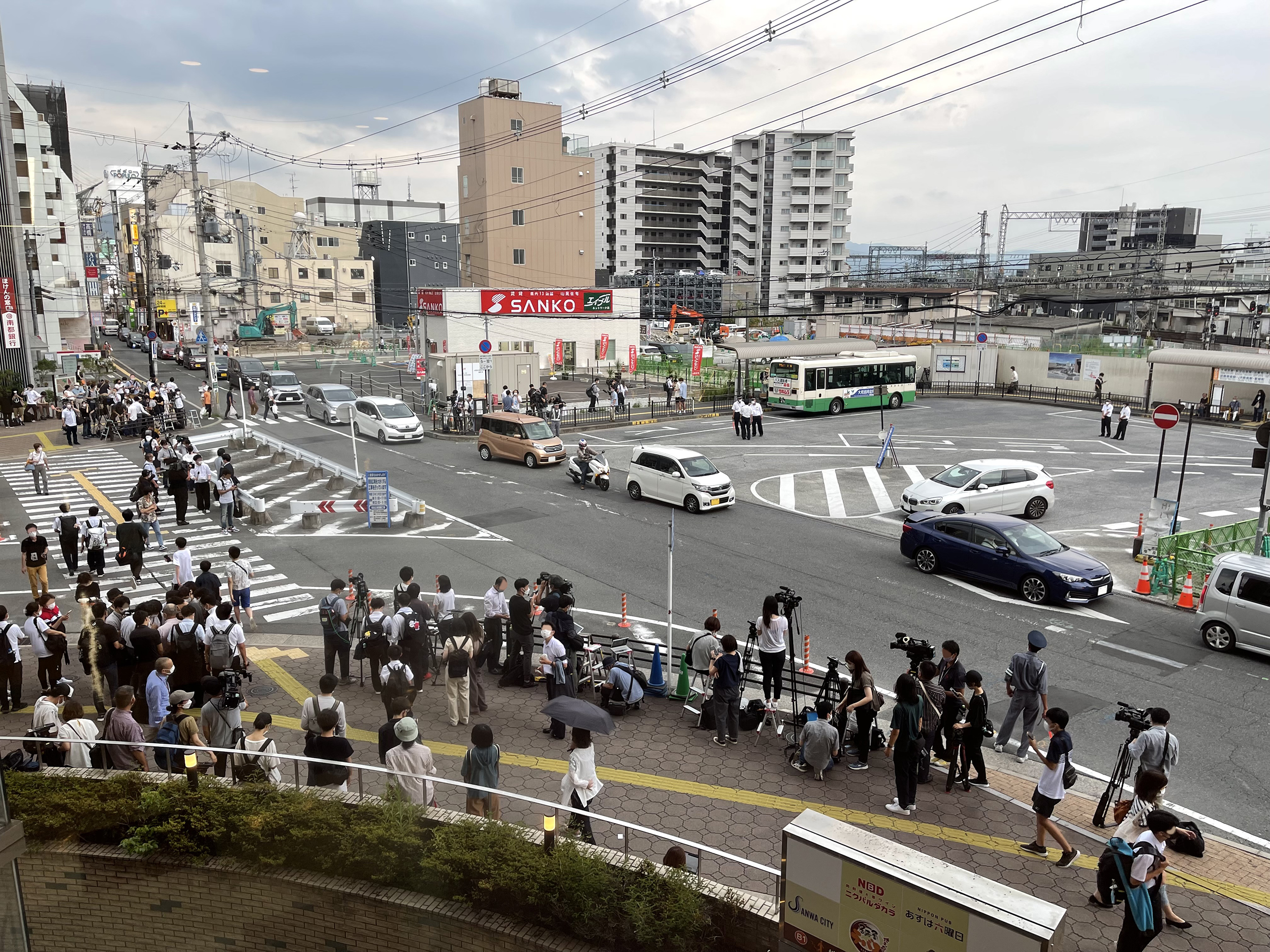
Il luogo del comizio tenuto da Abe pochi minuti dopo l'attentato

L'8 luglio 2022, intorno alle 11:30 di mattina, Abe si era recato nella città di Nara per prendere parte ad un comizio in favore della rielezione del candidato del suo partito alla Camera dei Consiglieri Kei Satō nella tornata elettorale che si sarebbe tenuta due giorni dopo. In quell'istante, un ex militare della Kaijō Jieitai di nome Tetsuya Yamagami si appostò alle spalle di Abe mentre questi stava enunciando un discorso, fino a quando non tirò fuori dalla sua borsa una pistola da egli fabbricata e sparò due colpi contro l'ex premier. La scena, interamente ripresa da svariati cellulari e telecamere, mostra come il primo colpo andò completamente a vuoto, richiamando di fatto l'attenzione di Abe che si trovò spinto a girarsi, mentre il secondo lo centrò nella parte anteriore destra del collo e nella parte superiore del braccio sinistro, venendo colpito a morte ad un'arteria vicino al cuore. Yamagami fu immediatamente individuato e catturato da alcuni agenti di sicurezza e portato via dalle forze dell'ordine.
Diversi soccorritori arrivarono sul posto per soccorrere Abe e praticargli il massaggio cardiaco prima di trasportarlo all'ospedale di Kashihara, dove, dopo vari tentativi di rianimazione, fu dichiarato deceduto per dissanguamento alle ore 17:03 locali. La sua salma fu trasferita a Tokyo il giorno successivo all'assassinio. I funerali si svolsero in forma privata il 12 luglio presso il tempio buddhista Jōdo-shū di Zōjō-ji. Dopo la cremazione, le sue ceneri sono state riportate presso la città di Nagato e sepolte nel cimitero di famiglia, accanto alla tomba del padre. I funerali di stato effettivi vennero poi celebrati il successivo 27 settembre.
Yamagami, posto sotto interrogatorio, ha dichiarato di aver ucciso Abe per il rancore che nutriva nei confronti della chiesa dell'unificazione, che, secondo lui, sarebbe stata collegata all'ex premier. Dichiarò inoltre che era risentito per il fatto che sua madre avesse subito il lavaggio del cervello da parte del gruppo religioso e che quest'ultimo la portò alla rovina, incolpando perciò Abe di essere stato lui a diffondere tale religione in Giappone.

## Vita privata
Nel 1987 sposò Akie Matsuzaki, ex disc jockey radiofonica e figlia di Akio Matsuzaki, ex presidente di Morinaga & Company, un'azienda produttrice di dolciumi. La moglie è popolarmente nota come il "partito di opposizione nazionale" a causa delle sue opinioni esplicite, che spesso contraddicono quelle del marito. Dopo il primo periodo del marito come Primo ministro, ha aperto un izakaya biologico nel distretto di Kanda a Tokyo. La coppia non aveva figli, pur essendo stata sottoposta a trattamenti per la fertilità ma senza successo.
Oltre alla sua lingua madre, il giapponese, Abe parlava anche l'inglese. Il fratello maggiore di Abe, Hironobu Abe, divenne presidente e CEO di Mitsubishi Shōji Packaging Corporation, mentre suo fratello minore, Nobuo Kishi, divenne viceministro senior per gli affari esteri.